# 磁気インピーダンス素子
磁気インピーダンス素子（じきインピーダンスそし、英語: Magneto-Impedance element）は、アモルファス合金ワイヤや磁性体薄膜などの高透磁率合金磁性体の磁気インピーダンス効果（1993年発見）を基礎に、パルス通電磁気インピーダンス効果をCMOS電子回路で実現した新原理の高感度マイクロ磁気センサ（1997年発明、MIセンサと称する）のことである。

## 磁気インピーダンス効果
磁気インピーダンス効果とは、高透磁率合金磁性体の表皮効果により、外部磁界によってインピーダンスが敏感に変化する現象をいう。高透磁率磁性体に高周波電流や鋭いパルス電流を流すと、電流は表面だけに流れる。これが表皮効果 (skin effect) であり、電流が流れる表面層の深さ (skin depth δ) は、電流が 表面電流の1/e （約 0.37）になる深さと定義され、次のように計算される。
{\displaystyle \delta ={\sqrt {{2\rho } \over {\omega \mu }}}}
ρ = 導体の電気抵抗率
ω = 通電電流の角周波数 = 2π × 周波数
μ = 通電電流に直角方向の最大微分透透磁率
外部磁界によってμが変化するので、インピーダンス（交流電圧と交流電流の比）が外部磁界によって変化する。パルス電流を通電する場合、パルスの立ち上がり時間trはほぼω/2に対応する。
ワイヤのインピーダンスは以下の式で示される。
{\displaystyle Z={{\alpha  \over {2{\sqrt {\rho }}}}Rdc}{\left({1+j}\right)}{\sqrt {{\omega \mu }{\left({Hex}\right)}}}}
Z; = ワイヤのインピーダンス
α = ワイヤの直径
ρ = 導体の電気抵抗率
Rdc; = 直流抵抗
ω = 通電電流の角周波数 = 2π × 周波数
μ = 通電電流に直角方向の最大微分透透磁率
Hex; = 外部磁場
この磁気インピーダンス効果は、零磁歪アモルファスワイヤで特に高感度に現れ、円柱形状のアモルファスワイヤは、磁気的には厚さが外部磁界で変化する薄肉円筒として動作し、その中でスピン磁気モーメントが外部磁界方向に回転して磁気センサヘッドになる。このため、従来の高感度磁気センサであるフラックス・ゲートセンサでは困難なマイクロ寸法での動作ができる。
小型化するためには高感度化が不可欠で、信号雑音比を高めようとすれば、出力は印加するパルス電流の周波数の平方根（√f）に比例するので周波数を上げれば感度は上がることになる。一方で磁壁を動かすためにはある程度のエネルギーが必要だが、ギガヘルツのパルス電流では、電流が流れる時間が短すぎてエネルギーが足りず、磁壁を振動させることができない。このため、むやみに印加周波数を上げればよいというものではなく、「MIセンサー」では20MHzが限界であった。
MIマイクロ磁気センサはホール素子の10mGと比較して十分に高感度といえる2mGのノイズレベルを実現しており、2003年から愛知製鋼株式会社によって集積回路チップとしてGoogleの「Nexus 7」をはじめ、LGエレクトロニクスやHTC等の携帯電話用電子コンパスの地磁気検出素子として大量生産されていた時期もあったが、センサ単体での性能は優れていたものの、ホール素子のような半導体センサーに比べて高コストであることがデメリットとなり、安価なホール素子と高性能なソフトウェアで構成される電子コンパスには勝てなかった。
2008年からは、MIセンサは約1ピコステラ（10ナノガウス、地磁気は約0.5ガウス）の分解能に向上し、生体細胞のCaイオンパルス磁界やヒトの心臓磁気、脳磁気、脊髄磁気などが検出されるようになった。
近年では磁気インピーダンス素子の開発に携わった研究者が設立したマグネデザインと名古屋大学、豊田工業大学が共同でGSRセンサを開発した。

## 薄膜磁気センサ
薄膜磁気センサは磁気インピーダンス素子の一種で多層のアモルファス磁性体薄膜と伝送線路を組み合わせ、被測定磁界に対する搬送波信号の位相変化を検出対象としており、薄膜状に磁気センサを形成するため生産性に優れる。
従来の高周波キャリア型磁界センサとは異なり、磁性薄膜へキャリア電流を直接通電させない構造より、キャリア電流の増大によるノイズ上昇を抑制することでサブpTの高感度が報告されている。

## 特徴
- 高感度
- 小型化、集積化が比較的容易
- 超伝導量子干渉素子（SQUID）のような極低温冷却は不要
- 生産性においてはホール素子や磁気抵抗効果素子に劣る

## 用途
- 生体磁気活動計測[13][14]
- 非破壊検査[15][16]
- 脳磁場の検出[17]